# Kyrenia (distrikt)
Kyrenia eller Girne (grekiska: Κερύνεια) är ett distrikt på Cypern, belägen på den turkiska delen av ön. Centralort är Kyrenia, och distriktet har 62 158 invånare (2006). Det är till ytan Cyperns minsta distrikt och kontrolleras helt av den turkiska delen av ön.

## Kommuner
Kyrenia distrikt är indelat i tre kommuner: 
- Karavas
- Kyrenia
- Lapithos